# Mentuhotep III
Mentuhotep (III) (Hor Sanktauef) (... – 2005 a.C.) è stato un faraone appartenente alla XI dinastia egizia.

## Biografia
Figlio di Montuhotep (II) e della Grande Sposa Reale Tem, salì al trono in età avanzata e governò pacificamente, per circa 12 anni, l'Egitto riunificato dal padre.
Degli eventi del suo regno ciò che si conosce è legato ad una lunga iscrizione rinvenuta sulle rocce dello Uadi Hammamat che ricorda la riapertura della pista carovaniera verso il Mar Rosso e la ripresa dei commerci con la terra di Punt, probabilmente una località situata sulla costa somala di cui non si conosce l'esatta localizzazione.
Non è conosciuta la posizione, ed il nome ,  del suo complesso funerario

## Liste Reali
| N5 | S29 | S34 | D28 |

| N5 | S29 | S34 | D28 |

| N5 | S29 | S34 | D28 |

| N5 | S29 | S34 | D28 |

| N5 | S29 | S34 | D28 |

| N5 | S29 | S34 | D28 |

| N5 | S29 | S34 | D28 |

| N5 | S29 | S34 | D28 |

| N5 | S29 | S34 | D28 |

| N5 | S29 | S34 | D28 |

| N5 | S29 | S34 | D28 |

| N5 | S29 | S34 | D28 |

| N5 | S29 | S34 | D28 |

| N5 | S29 | S34 | D28 |

| N5 | S29 | S34 | D28 |

| N5 | S29 | S34 | D28 |

| s | S29 | n · Aa1 | D28 | HASH |

| s | S29 | n · Aa1 | D28 | HASH |

| s | S29 | n · Aa1 | D28 | HASH |

| s | S29 | n · Aa1 | D28 | HASH |

| s | S29 | n · Aa1 | D28 | HASH |

| s | S29 | n · Aa1 | D28 | HASH |

| s | S29 | n · Aa1 | D28 | HASH |

| s | S29 | n · Aa1 | D28 | HASH |

| N5 | s | nfr | D28 |

| N5 | s | nfr | D28 |

| N5 | s | nfr | D28 |

| N5 | s | nfr | D28 |

| N5 | s | nfr | D28 |

| N5 | s | nfr | D28 |

| N5 | s | nfr | D28 |

| N5 | s | nfr | D28 |

## Titolatura
| G5 |

| G5 |

| S29 | S34 | N16 · N16 | I9 |

| S29 | S34 | N16 · N16 | I9 |

| S29 | S34 | N16 · N16 | I9 |

| S29 | S34 | N16 · N16 | I9 |

| S29 | S34 | N16 · N16 | I9 |

| S29 | S34 | N16 · N16 | I9 |

| S29 | S34 | N16 · N16 | I9 |

| S29 | S34 | N16 · N16 | I9 |

| G16 |

| G16 |

| S29 | S34 | N16 · N16 | I9 |

| S29 | S34 | N16 · N16 | I9 |

| G8 |

| G8 |

| R4 · G5 · S12 |

| R4 · G5 · S12 |

| M23 · X1 | L2 · X1 |

| M23 · X1 | L2 · X1 |

| N5 | S29 | S34 | D28 |

| N5 | S29 | S34 | D28 |

| N5 | S29 | S34 | D28 |

| N5 | S29 | S34 | D28 |

| N5 | S29 | S34 | D28 |

| N5 | S29 | S34 | D28 |

| N5 | S29 | S34 | D28 |

| N5 | S29 | S34 | D28 |

| G39 | N5 |

| G39 | N5 |

| Y5 · n | V13 | w | R4 · t | p |

| Y5 · n | V13 | w | R4 · t | p |

| Y5 · n | V13 | w | R4 · t | p |

| Y5 · n | V13 | w | R4 · t | p |

| Y5 · n | V13 | w | R4 · t | p |

| Y5 · n | V13 | w | R4 · t | p |

| Y5 · n | V13 | w | R4 · t | p |

| Y5 · n | V13 | w | R4 · t | p |

## Altre datazioni
| Autore        | Anni di regno         |
| ------------- | --------------------- |
| Grimal        | 2009 a.C. - 1997 a.C. |
| Malek         | 1999 a.C. - 1987 a.C. |
| von Beckerath | 1995 a.C. - 1983 a.C. |